# Peloponnes (byzantinisches Thema)

Das byzantinische Griechenland um 900 n. Chr.

Das Thema der Peloponnes (altgriechisch θέμα Πελοποννήσου) war ein byzantinisches Thema, das das Gebiet der Peloponnes in Südgriechenland umfasste. Es wurde etwa um das Jahr 800 eingerichtet, seine Hauptstadt war Korinth.

## Geschichte
Die vom byzantinischen Reich beherrschten Teile der Halbinsel Peloponnes bildeten seit dem späten 7. Jahrhundert das Thema von Hellas. Ungefähr um 800 wurde Hellas aufgeteilt: Während das östliche Zentralgriechenland und Thessalien den ursprünglichen Titel beibehielten, wurde das Gebiet der Peloponnes ein eigenes Thema. Der erste bekannte Strategos der Peloponnes ist Leo Skleros, der 811 erwähnt wird und vielleicht der erste Inhaber dieses Amtes war. Das Entstehen des Themas ist eng verknüpft mit dem Wiedergewinnen der byzantinischen Oberhoheit über weite Teile Griechenlands und der Neuansiedlung italienischer und kleinasiatischer Griechen im Gebiet.
Der Strategos der Peloponnes war der wichtigste unter den "westlichen" (d. h. europäischen) thematischen Befehlshabern. Seine Hauptaufgabe bestand in der Kontrolle der slawischen Stämme, die sich auf der Halbinsel angesiedelt hatten und in der Abwehr arabischer Angriffe zur See: Ein Tourmarches des Themas war mit der Verteidigung der Küsten vertraut und hatte sogar vier Chelandia unter seinem Befehl. Nachdem die byzantinische Rückeroberung Kretas 961 dem Emirat von Kreta ein Ende bereitet hatte, prosperierte die Peloponnes. Ab dem späten 10. Jahrhundert wurde die Verwaltung des Themas immer öfter mit der von Hellas zusammengelegt, im späten 11. Jahrhundert wurde diese Verbindung dauerhaft, als beide Themen unter die Kontrolle des Megas Doux, des Großadmirals der Byzantinischen Flotte kamen. Da dieser aber nicht im Thema residierte, verblieb die örtliche Verwaltung beim Praetor.  Die Peloponnes  verblieb bis 1204 unter byzantinischer Kontrolle, bis es infolge des Vierten Kreuzzugs unter die Herrschaft der lateinischen Herrschaften von Thessalonike und Achaia geriet, später jedoch in Form des Despotates Morea wiederhergestellt wurde und bis 1460 bestand.